# Okręty podwodne typu Daphné
Okręty podwodne typu Daphné – typ dwudziestu pięciu francuskich okrętów podwodnych zbudowanych w latach 60. i 70. XX wieku. Jedenaście okrętów służyło we francuskiej marynarce wojennej, podczas gdy pozostałe jednostki sprzedane zostały do innych państw.

## Okręty
- Francja
  - "Daphné" (S641)
  - "Diane" (S642)
  - "Doris" (S643)
  - "Eurydice" (S644) – okręt zatonął z nieznanych przyczyn 4 marca 1970 roku na wschód od Saint-Tropez
  - "Flore" (S645)
  - "Galétée" (S646)
  - "Minerve" (S647) – okręt zatonął z nieznanych przyczyn 27 stycznia 1968 roku na południe od Tulonu
  - "Junon" (S648)
  - "Vénus" (S649)
  - "Psyché" (S650)
  - "Sirène" (S651)
- Hiszpania (okręty zbudowane w hiszpańskiej stoczni Bazán)
  - "Delfín" (S61)
  - "Tonina" (S62)
  - "Marsopa" (S63)
  - "Narval" (S64)
- Pakistan
  - "Hangor" (S131)
  - "Shushuk" (S132)
  - "Mangro" (S133)
  - "Ghazi" (S134) – zakupiony od Portugalii ex-"Cachalote"
- Portugalia (typ Albacora)
  - "Albacora" (S163)
  - "Barracuda" (S164)
  - "Cachalote" (S165) – sprzedany do Pakistanu jako "Ghazi"
  - "Delfim" (S166)
- Południowa Afryka
  - "Spear" (S97) – początkowo "Maria Van Riebeeck"
  - "Umkhonto" (S98) – początkowo "Emily Hobhouse"
  - "Assegai" (S99) – początkowo "Joanna Van de Merwe"